# Dragovo
Dragovo (bulgariska: Драгово) är ett distrikt i Bulgarien.   Det ligger i kommunen Obsjtina Karnobat och regionen Burgas, i den östra delen av landet, 300 km öster om huvudstaden Sofia.
Trakten runt Dragovo består till största delen av jordbruksmark. Runt Dragovo är det ganska glesbefolkat, med 36 invånare per kvadratkilometer.